# Sznurki
Sznurki (dodatkowa nazwa w j. kaszub. Sznërczi) – wieś w Polsce, w województwie pomorskim, w powiecie kartuskim, w gminie Chmielno.
Miejscowość leży na obszarze Pojezierza Kaszubskiego, na terenie Kaszubskiego Parku Krajobrazowego, na wschodnim brzegu jeziora Raduńskiego Dolnego przy szlaku wodnym Kółko Raduńskie. Wchodzą w skład sołectwa Przewóz.
Do 2023 miejscowość była kolonią wsi Przewóz.
W latach 1975–1998 Sznurki administracyjnie należały do województwa gdańskiego.